# Manel Armangué Feliu
Manel Armangué Feliu   (Barcelona, 14 de febrer de 1901 - Ginebra, 14 d'agost de 1985) fou un waterpolista català que va competir a començaments del segle xx.
El 1920 va prendre part en els Jocs Olímpics d'Anvers, on disputà la competició de waterpolo. Aquest fou el debut de la selecció espanyola en uns Jocs, en els quals finalitzà en una meritòria setena posició. Era membre del CN Barcelona.